# José Antonio de Echávarri
José Antonio de Echávarri (né le 18 mai 1789 à Gordejuela, Espagne et mort le 15 juin 1834 à Philadelphie aux États-Unis), était un Espagnol membre fondateur de l'armée Trigarante pendant la dernière étape de la guerre d'indépendance du Mexique. En 1827, José Antonio de Echávarri a été expulsé du Mexique et s'est exilé aux États-Unis à la suite du soupçon de participation à une conspiration essayant de rétablir la souveraineté espagnole au Mexique.